# Patrocínio Paulista
Pour les articles homonymes, voir Patrocinio.
Patrocínio Paulista est une municipalité brésilienne de l'État de São Paulo et la Microrégion de Franca.